# Barbil
Barbil es una ciudad y municipio situada en el distrito de Kendujhar en el estado de Odisha (India). Su población es de 66540 habitantes (2011). Se encuentra a  155 km de Cuttack y a 177 km de Bhubaneswar.

## Demografía
Según el censo de 2011 la población de Barbil de 666540 habitantes, de los cuales 34938 eran hombres y 31602 eran mujeres. Barbil tiene una tasa media de alfabetización del 72,18%, inferior a la media estatal del 72,87: la alfabetización masculina es del 80,81%, y la alfabetización femenina del 62.59%. 

## Clima
| Parámetros climáticos promedio de Barbil, Odisha | Parámetros climáticos promedio de Barbil, Odisha | Parámetros climáticos promedio de Barbil, Odisha | Parámetros climáticos promedio de Barbil, Odisha | Parámetros climáticos promedio de Barbil, Odisha | Parámetros climáticos promedio de Barbil, Odisha | Parámetros climáticos promedio de Barbil, Odisha | Parámetros climáticos promedio de Barbil, Odisha | Parámetros climáticos promedio de Barbil, Odisha | Parámetros climáticos promedio de Barbil, Odisha | Parámetros climáticos promedio de Barbil, Odisha | Parámetros climáticos promedio de Barbil, Odisha | Parámetros climáticos promedio de Barbil, Odisha | Parámetros climáticos promedio de Barbil, Odisha |
| Mes                                              | Ene.                                             | Feb.                                             | Mar.                                             | Abr.                                             | May.                                             | Jun.                                             | Jul.                                             | Ago.                                             | Sep.                                             | Oct.                                             | Nov.                                             | Dic.                                             | Anual                                            |
| ------------------------------------------------ | ------------------------------------------------ | ------------------------------------------------ | ------------------------------------------------ | ------------------------------------------------ | ------------------------------------------------ | ------------------------------------------------ | ------------------------------------------------ | ------------------------------------------------ | ------------------------------------------------ | ------------------------------------------------ | ------------------------------------------------ | ------------------------------------------------ | ------------------------------------------------ |
| Temp. máx. media (°C)                            | 25.6                                             | 28.1                                             | 33.2                                             | 37.3                                             | 39.0                                             | 34.9                                             | 29.8                                             | 29.6                                             | 30.0                                             | 29.3                                             | 27.1                                             | 25.3                                             | 30.8                                             |
| Temp. mín. media (°C)                            | 11.2                                             | 13.5                                             | 17.9                                             | 22.5                                             | 25.4                                             | 25.0                                             | 23.7                                             | 23.5                                             | 23.2                                             | 20.3                                             | 14.5                                             | 10.8                                             | 19.3                                             |
| Lluvias (mm)                                     | 12                                               | 25                                               | 25                                               | 20                                               | 56                                               | 201                                              | 354                                              | 370                                              | 237                                              | 65                                               | 11                                               | 2                                                | 1378                                             |
| Fuente: en.climate-data.org                      |                                                  |                                                  |                                                  |                                                  |                                                  |                                                  |                                                  |                                                  |                                                  |                                                  |                                                  |                                                  |                                                  |